# Městská knihovna Frýdek-Místek
Městská knihovna Frýdek-Místek, (dále jen Knihovna FM) je příspěvkovou organizací statutárního města Frýdek-Místek. Je veřejnou knihovnou s univerzálním fondem, jejímž základním posláním je poskytovaní knihovnických a informačních služeb všem bez omezení. Nabízí přístup k beletrii i k naučné literatuře pro dospělé i děti. Knihovní fond dále obsahuje CD s hudbou i mluveným slovem, hudebniny, mapy, noviny a časopisy, deskové hry a pro děti tematické kufříky. Umožňuje přístup k české databázi Anopress a právnímu systému Konzultant a od roku 2016 nabízí půjčování e-knih. Poskytuje přístup veřejnosti k internetu na PC a bezplatné připojení k wifi. Knihovna zajišťuje Meziknihovní výpůjční službu. Mezi další nabízené služby patří donáška knih do domu pro imobilní osoby, obalování knih (učebnic) a některé reprografické služby. Je validačním místem pro Moje ID. Knihovna kromě informačních a rešeršních služeb pořádá akce pro veřejnost, koncerty, přednášky, besedy s autory a workshopy. Prostřednictvím komunitních aktivit plní komunitní funkci – knihovna je místem setkávání skupin obyvatelstva. Významnou činností knihovny je zajišťování celoživotního vzdělávání obyvatel. Od roku 2002 je knihovna pověřena výkonem regionálních funkcí v Moravskoslezském kraji pro okolní region. V současné době spolupracuje s 26 knihovnami. Knihovna je členem profesní organizace SKIP ČR.

## Historie
Historie frýdecko-místeckých knihoven je těsně spjata s historií města Frýdek-Místek. Stejně jako města Frýdek a Místek byla původně samostatná, tak i knihovny vznikaly a vyvíjely se samostatně. Teprve s nástupem okupace byla z moci nacistických úředníků dne 1. ledna 1943 města sloučena a sloučeny byly také knihovny.
Počátky frýdecko-místeckých knihoven sahají až do 18. století. Významným iniciátorem byl národní pracovník Augustin Petr, který v roce 1863 spoluzakládal Čtenářský spolek a později, po založení Občanské besedy (1870), se stal jejím čestným předsedou. V roce 1956 vzniklo další čtenářské místo ve Frýdku kolem kostelníka a písmáka Františka Gavlase. V druhé polovině 18. století vznikají spolkové knihovny např. knihovna Občanské besedy nebo Matice Místecké.

### Historie samostatných knihoven ve Frýdku a v Místku
Vznik Městské veřejné knihovny ve Frýdku je datován dnem 28. říjnem 1922. Knihovníkem byl jmenován odborný učitel a kulturní pracovník Karel Kalus (1884-1961), který tuto práci vykonával do roku 1932. Ve svých začátcích sídlila knihovna v budově tkalcovské školy a měla ve fondu 404 vlastních knih, které tvořily kdysi knihovnu "Těšínských novin" a knihovnu frýdeckého Sokola. Dalších 349 knih bylo vypůjčeno od Matice osvětové lidové. V knihovně se půjčovalo až do roku 1929 vždy ve středu a v pátek od 15 -19 hodin, v neděli od 8 -11 hodin. Protože se půjčovalo i v neděli (zpočátku zdarma a od roku 1923 za poplatek 20 hal.), navštěvovali frýdeckou knihovnu čtenáři nejen z Frýdku, ale i z Nových Dvorů, Lipiny, Bašky, Dobré, Sedlišť a řady dalších obcí z okolí Frýdku.
V roce 1928, na oslavu 10. výročí založení Československé republiky, byla zřízena pobočka městské knihovny v Lipině, která v té době měla 345 knih.
V roce 1932 byla knihovna přestěhována do prostor ve Frýdecké spořitelně a řízením knihovny byla pověřena PhDr. Šretrová, která byla pro frýdeckém knihovnictví nesporným přínosem. Kromě osvětové činnosti sepsala "Čtenářovu příručku", jež vyšla v roce 1936. Tato příručka obsahovala nejen výpůjční řád, ale i soupis všech 6 230 sv. knih.
Dr. Šretrová pracovala v knihovně až do roku 1938, kdy na její místo nastoupil Drahoslav Gawrecký, absolvent státní knihovnické školy. I jeho působení bylo pro knihovnu přínosné. Uspořádal sbírku knih, jež v roce 1938 vynesla knihovně přes 700 svazků. Rozšířil půjčovní dobu a zavedl dvakrát týdně zvláštní výpůjční hodiny pro mládež.
Vedle české veřejné knihovny ve Frýdku existovala i knihovna pro německou menšinu.
Přesně o rok později než ve Frýdku, tedy 28. října 1923, byla otevřena veřejná obecní knihovna v Místku. Při svém otevření obsahovala 1 300 svazků knih. Do konce tohoto roku bylo do knihovny zapsano 297 čtenářů a vypůjčeno bylo 2 227 sv. knih. Vedením knihovny byla pověřena knihovnice se státní knihovnickou zkouškou sl. Blandina Čížková. Po její smrti v roce 1925 vedl knihovnu Václav Čabla, který měl taktéž státní knihovnickou zkoušku, jak vyžadoval knihovnický zákon z roku 1919.

### Historie knihoven po sloučení města
Dne 1. ledna 1943 došlo ke sloučení měst Frýdku a Místku v jeden celek. O rok později, 23. května 1944, došlo ke sloučení knihoven a ustanovení nové knihovní rady pro město Frýdek-Místek, a to včetně poboček v Lískovci, Sviadnově a Starém Městě. Frýdecká knihovna se stala knihovnou centrální a knihovna v Místku její pobočkou. Počet zaměstnanců vzrostl na čtyři stálé pracovníky a jednu sílu výpomocnou. Po sloučení měla knihovna 21 872 svazků knih, výpůjček bylo přes 80 000.
Po roce 1945 se knihovna přestěhovala do zkonfiskovaného domu po vysokém funkcionáři landsratu Kurtu Wildhageovi, později do budovy bývalé zemědělské pojišťovny ve Frýdku u nádraží (č. p. 1088). Knihovně bylo přiděleno první patro. Obývala 14 místností a sídlila zde až do roku 1960. V ústředí pracovalo 8 sil, a to 6 pracovníků v půjčovně, katalogizaci a administrativě, 1 pracovník v knihařské dílně a 1 pomocná síla na úklid. Do roku 1960 se ve funkci ředitele vystřídali Jan Pěčonka, Jan Popelka a Miroslava Kubalová. V roce 1948 registrovala městská knihovna 2817 čtenářů a měla 30 945 svazků. V roce 1952 bylo v Městské knihovně Frýdek-Místek zřízeno metodické oddělení a knihovna získala statut Okresní knihovny. V roce 1953 měla knihovna 38 294 knih a 2 293 registrovaných čtenářů. Provoz knihovny byl celodenní od 8-19 hod, pracovalo se na 2 směny.
Dne 1. července 1960 se knihovna opět stěhovala, tentokrát do tzv. Sekerovy vily na Slezské ulici. V souvislosti s vydaným zákonem č. 53/1959 sb. o jednotné soustavě knihoven došlo v roce 1965 k budování střediskového systému. Knihovna získala právní subjektivitu, plnila nejen funkci veřejné lidové knihovny, ale stala se centrem jednotné soustavy knihoven v okrese. Oficiálně existoval centralizovaný systém knihoven od 1. ledna 1980. Byl zaveden centralizovaný systém nákupu a zpracování fondu pro všechny knihovny v okrese. Ředitelem knihovny byl jmenován Jan Svobodník, který ve své funkci setrval až do roku 1992, kdy došlo k rozpadu centralizovaného systému v čele s Okresní knihovnou ve Frýdku-Místku. V roce 1992 požádal Městský úřad Frýdek-Místek o převedení knihovny na území města pod svou správu.

### Historie Městské knihovny Frýdek-Místek
Městská knihovna vznikla oficiálně 1. ledna 1993, stala se příspěvkovou organizací města Frýdek-Místek a byla jmenována i nová ředitelka Mgr. Ladislava Hrušková. V roce 1995 byla slavnostně otevřena pobočka na Hlavní třídě 111, do které byl přesunut knihovní fond místeckých poboček. V dubnu 2002 získala knihovna také část budovy na ulici Hlavní třída 112, kde bylo umístěno hudební oddělení, moderní studovna a sál pro pořádání kulturních akcí (Modrý salonek).

### Současnost
V současné době[kdy?] tvoří knihovnu
- ústřední knihovna v městské části Frýdek na ulici Jiráskova 506
- pobočka Místek na Hlavní třídě 111-112
- pobočka Slezská na 11. ZŠ na ulici Jiřího z Poděbrad
- další tři pobočky v okrajových částech města (Chlebovice, Lískovec, Skalice).

## Partnerské knihovny
- Książnica Beskidzka v Bielsku-Białej
- Krajská knižnica v Žilině

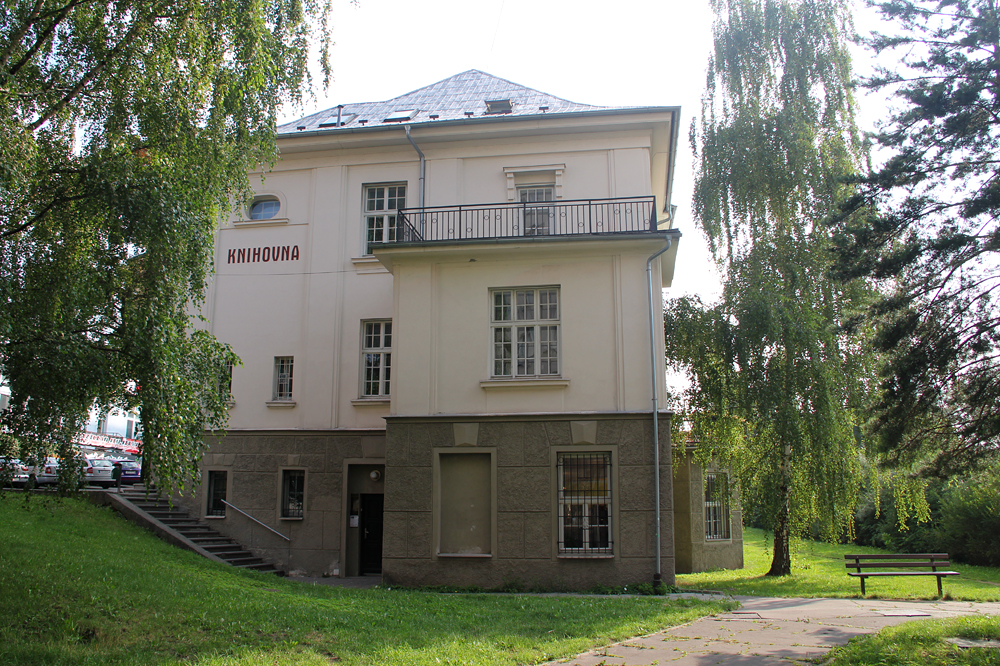
Budova ústřední knihovny Jiráskova 506
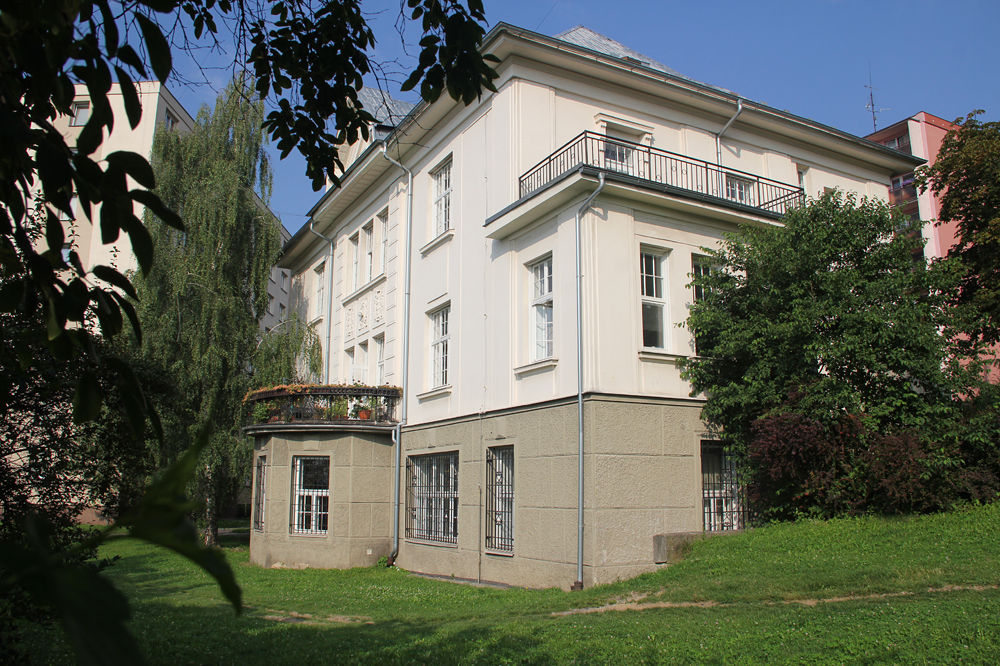
Budova ústřední knihovny Jiráskova 506
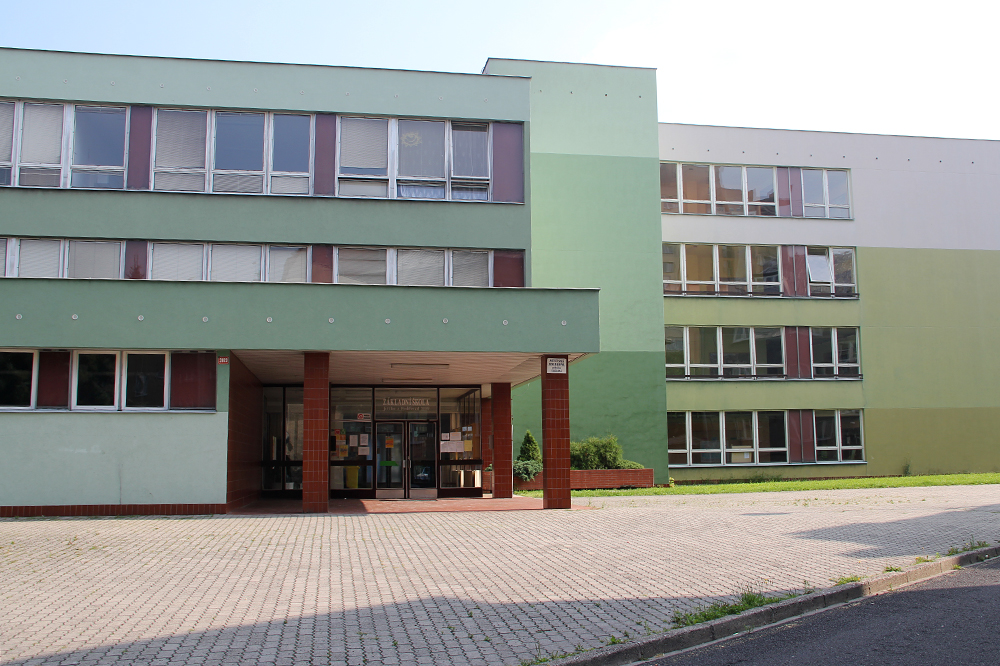
Pobočka Slezská při 11. ZŠ J. z Poděbrad 3109
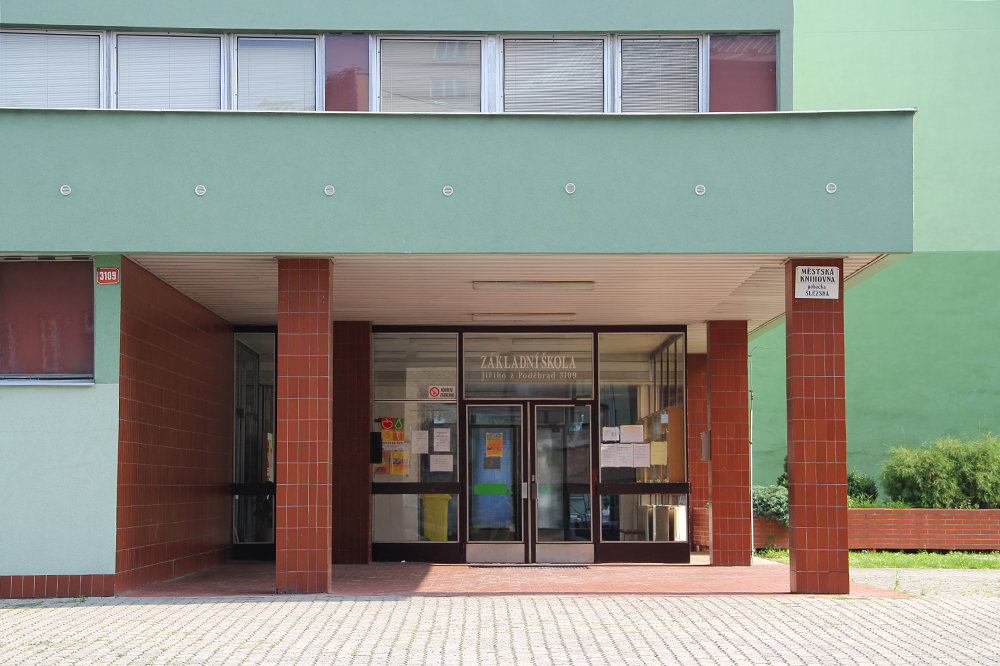
Pobočka Slezská při 11. ZŠ J. z Poděbrad 3109
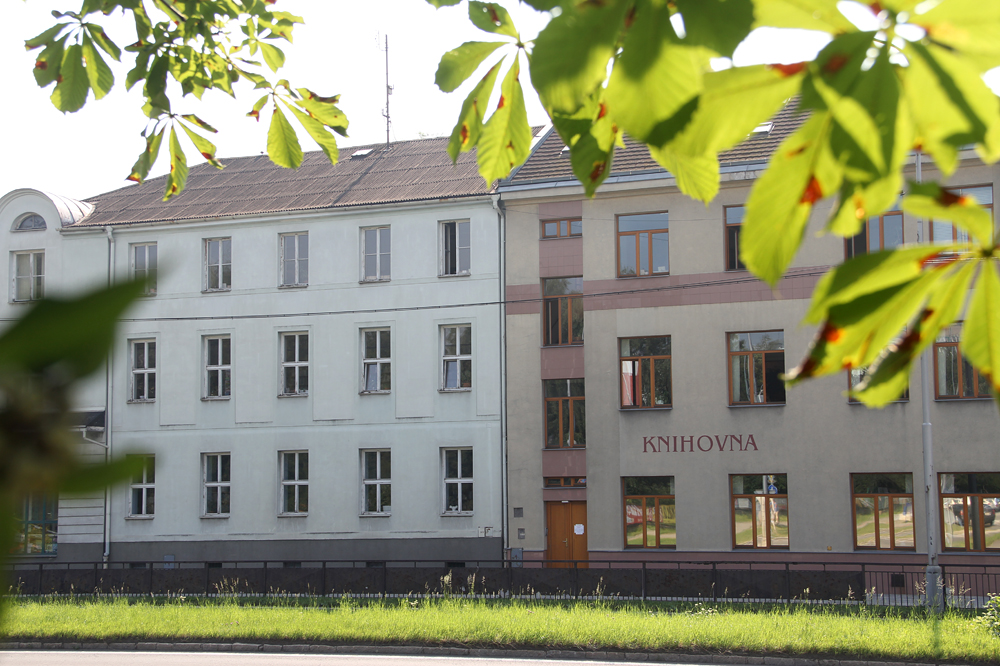
Pobočka Místek, Hlavní třída 111-112
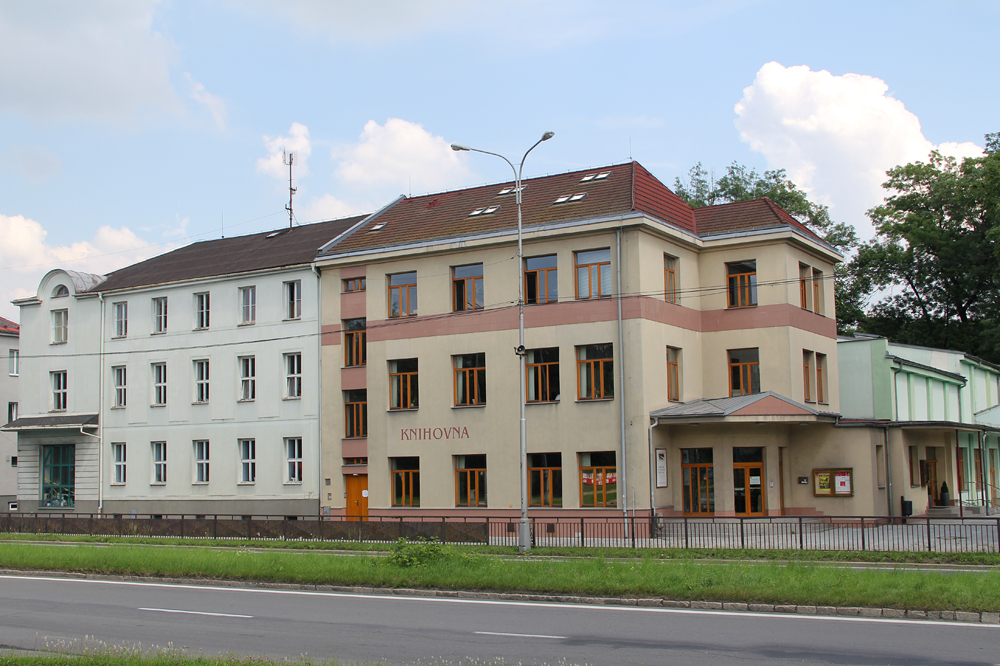
Pobočka Místek, Hlavní třída 111-112